# Intensivecareafdeling

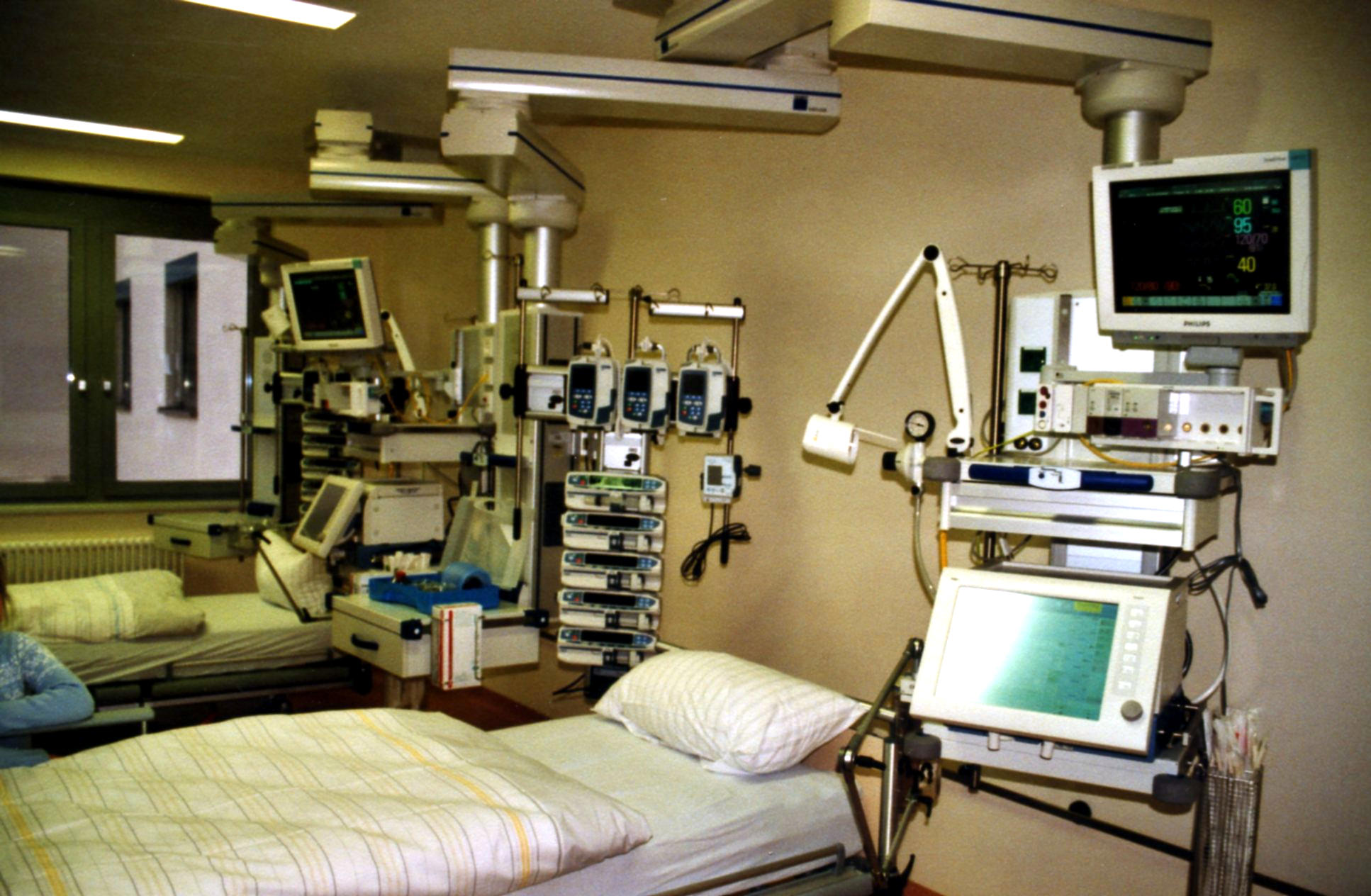
Patiëntenkamer op een intensivecareafdeling

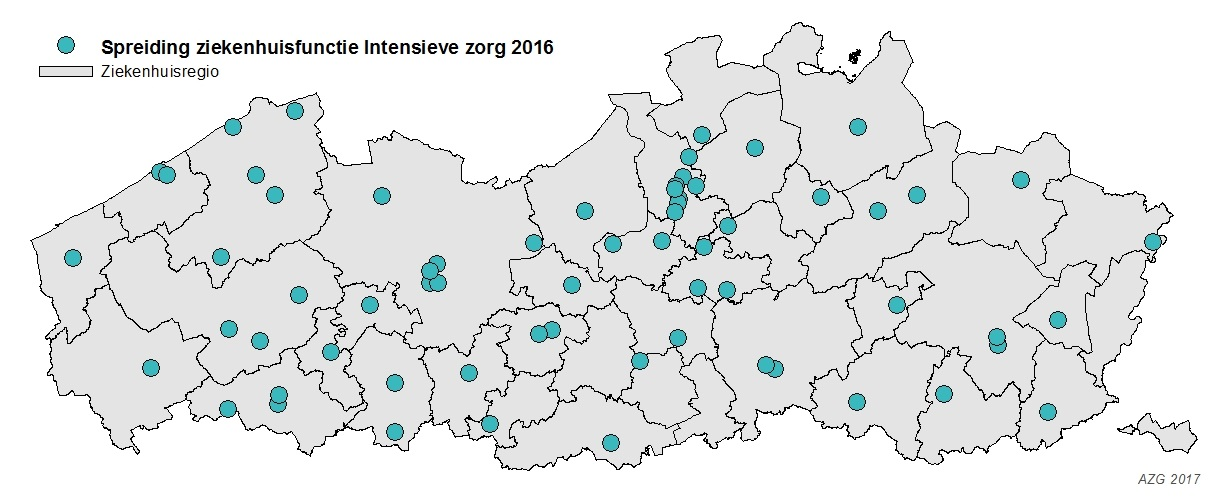
Spreiding van intensievezorgafdelingen in Vlaanderen (2016)

Een intensivecareafdeling (afgekort ic-afdeling, ook intensievezorgafdeling, afgekort IZ-afdeling, intensive care unit, afgekort ICU, of bewakingsafdeling genoemd) is een afdeling in een ziekenhuis waar intensieve zorg wordt verleend.  
Gespecialiseerde ic-verpleegkundigen en intensivisten werken op een ic-afdeling intensief samen om de zeer complexe en vaak levensreddende zorg die daar nodig is optimaal te kunnen uitvoeren. Daarvoor hebben ze de beschikking over intensivecarebedden met een uitgebreid arsenaal aan geneesmiddelen, voedingsstoffen, geavanceerde apparatuur en andere hulpmiddelen. Vaak zijn er aparte kamers voorzien van een toegangssluis met onderdruk ten behoeve van isolatie.
De eerste ic-afdeling werd in december 1953 opgericht in het Kommunehospitalet in Kopenhagen. Grondlegger ervan is Bjørn Ibsen, die ermee een succesvol experiment begon tijdens een polio-epidemie in 1952.

## Huisvesting
Een intensive care kan bestaan uit een of meerdere gangen ('units') met een teampost, medicijnruimte en een steriele opslag met verschillende patiëntenkamers. In moderne ziekenhuizen zijn de kamers eenpersoons waarvan een deel is uitgerust als isolatiekamer. Zoveel mogelijk wordt op de kamer behandeld, operaties worden meestal uitgevoerd in de operatiekamer en beeldvormend medisch onderzoek op de afdeling radiologie. Het transport vindt plaats met behulp van een speciale trolley met medische apparatuur waardoor continuering van de vitale functies mogelijk blijft. Op de meeste ic-afdelingen is een familiekamer aanwezig waar naasten bij een plotselinge opname kunnen wachten. Bij patiënten die kunnen overlijden zijn naasten de gehele dag welkom.

## Organisatiestructuur
Een intensive care wordt geleid door een medisch hoofd (een intensivist) en een verpleegkundig hoofd (een ic-verpleegkundige). Het verpleegkundig hoofd legt zich toe op triage, scholing, patiëntenzorg en kwaliteitsbewaking. Het medisch hoofd is eindverantwoordelijk voor de medische kwaliteit op de afdeling. Hieronder valt het melden van incidenten en calamiteiten, regionale samenwerking en samenwerking met andere specialismen. Intensivisten zijn per unit verantwoordelijk en schakelen afhankelijk van het behandelplan medische specialisten in zoals cardiologen en neurologen. Het behandelteam is samengesteld uit onder meer ic-verpleegkundigen, fysiotherapeuten, diëtisten, pastoraal werkers en ziekenhuisartsen.

## Niveaus
In Nederland kunnen ziekenhuizen ic-afdelingen op drie niveaus hebben, waarbij niveau 1 een basisvoorziening is en niveau 3 hooggespecialiseerde zorg biedt. Ziekenhuizen met ic-niveau 2 zijn gericht op patiënten met ernstige ziekten waarvoor continue beschikbaarheid en/of aanwezigheid van gespecialiseerde verpleegkundigen en intensivisten noodzakelijk is, maar op deze afdelingen hoeft men niet in staat te zijn specifieke patiëntengroepen met zeer gecompliceerde ziekten te behandelen. Ic-niveau 3 is gericht op patiënten met zeer gecompliceerde, zeer ernstige ziekten, bij wie tegelijkertijd meerdere vitale functies verstoord zijn, waarvoor continue beschikbaarheid en/of aanwezigheid van gespecialiseerde verpleegkundigen en intensivisten noodzakelijk is.

## Specialisaties
Naast de intensive care voor volwassenen bestaat er ook een afdeling voor kinderen (PICU = pediatrische ICU). In Nederland bevinden die zich in de academische ziekenhuizen. Ook de neonatologische intensieve zorg (NICU), die er speciaal is voor te vroeg geboren kinderen, kan een intensivecareafdeling worden genoemd. Ook deze afdelingen beschikken over speciaal opgeleide medici (kinder-intensivisten of neonatologen) en verpleegkundigen.

## Transporten
Transport tussen verschillende ic-afdelingen vindt plaats met mobiele intensive care units (MICU's). Transport vindt plaats bij het ontbreken van adequate gespecialiseerde zorg, repatriëring of plaatsgebrek. Een MICU is een ambulance uitgevoerd als een bus of vrachtwagen met uitgebreide medische apparatuur op een trolley. Aan boord bevinden zich naast een chauffeur ook een intensivist en ic-verpleegkundige.

## Nederland
Nederland beschikte in 2011 over 46 ziekenhuizen met intensieve zorg voor volwassenen op niveau 2 en 3. Niveau-3 bevinden zich met name bij academische ziekenhuizen. Nederland beschikte in 2008 over 52 ic-afdelingen op niveau 1. Nederland beschikte in 2020 over zeven MICU's.